# Jules Mazellier
Jules Mazellier (* 6. April 1879 in Toulouse; † 6. Februar 1959 in Paris) war ein französischer Komponist und Dirigent.
Mazellier studierte am Pariser Konservatorium bei Charles Lenepveu Komposition. 1909 gewann er für seine Komposition La Roussalka den Prix de Rome. Vorangegangen war ein „Duell“ mit Nadia Boulanger, die sich im selben Jahr mit einer Vertonung desselben Textes um den Preis beworben hatte. Später unterrichtete Mazellier am Conservatoire de Paris als Professor. Neben kammermusikalischen Werken, Klavierstücken und Liedern komponierte er mehrere Opern.

## Werke
- La Roussalka, Lègende russe in einem Akt, 1909
- Graciella, komische Oper, 1925
- Les Matines d'Amour, Oper, 1927
- 500 Dictées musicales à une, deux, trois et quatre voix in vier Bänden
- Fantaisie-Ballet für Klarinette und Klavier
- Contemplation für Violine und Klavier
- Le Livre Chantant
- Ballade für Violine und Klavier
- Berceuse für Violine und Klavier
- Chanson für Violoncello und Klavier
- Fileuse für Violoncello und Klavier
- Prière de Saint-François d’Assise für Stimme, Violine, Violoncello und Orgel
- Poème Romantique für Violine und Klavier
- Complainte pour Noel für Klavier
- Nocturne für Klavier
- Bercelonette für Klavier
- Divertissement Pastoral für Flöte und Klavier